# 鋸

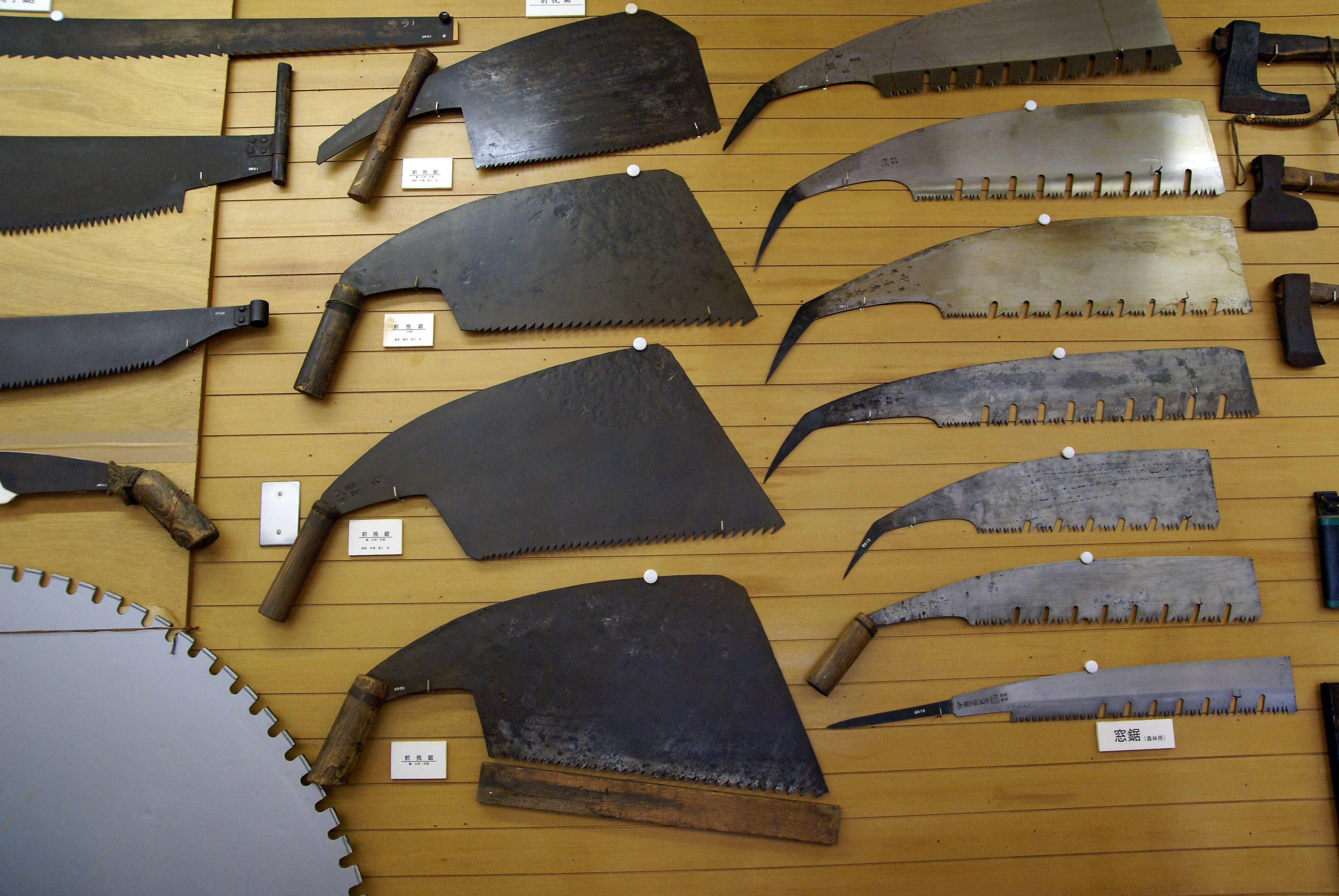
様々な鋸。左側は丸太を縦挽きに製材するための「前挽き」。右側は伐採用の「窓鋸」（三木市立金物資料館）

鋸（のこぎり、のこ）は、金属板に多くの刃（歯・目）をつけた切断用の工具。

## 概要
主として木材や金属を切断するために使用される工具である。
木工具としての鋸は、樹木や枝の伐採、造作などに用いられる。金工具としての鋸は金鋸（かなのこ）と呼ばれる。また、プラスチック用の鋸もある。氷の切断には（氷鋸）を用いる。特殊なものでは外科手術用の鋸もある。
鋸は後述のように鋸身と柄から構成される。現代の鋸の鋸身は一般的に鍛造薄板炭素工具鋼である。鋸身の一端にのみ鋸歯があるものを片刃鋸、両端に鋸歯があるものを両刃鋸という。
鋸は押す、あるいは引くことによって材料を切断する。中国など多くの地域の鋸は押し挽きの鋸である。一方、日本、トルコ、イラン、イラク、ネパールでは、多くの場合、引く方向に刃がついている。

## 構造
鋸は鋸身と柄から構成される。

### 鋸身
鋸身は鋸歯のついた金属部分である。厚みは一様ではなく中央部が両端よりも厚いもの（胴ぶくれ）が多い。薄い鋸身を補強するのに背金を付けた胴付き鋸もある。
先端の部分を「末」、手元に近い部分を「元」、その中間を「腰」という。柄と連結する細い部分を「マチ」または「首」といい、柄に接合して隠れている部分を「コミ」という。
柄に最も近い歯を「あご歯」、柄より最も遠い歯を「検歯」という（刃先を「ケントウ刃」とするなど呼称と位置が異なる資料もある）。
木工用の鋸の刃には「縦挽き」と「横挽き」がある。
縦挽き
縦挽きの刃は、木材の繊維に沿って切るための刃で、刃の形状は鑿（のみ）のようになっており、刃は溝を切るような構造である。
横挽き
横挽きの刃は、木材の繊維を垂直に断ち切るための刃で、刃の形状は縦挽きよりも細かい。横挽きの鋸歯は上刃と下刃のほか天目と呼ばれる刃からなっており、各鋸歯の裏表が交互になるように配列されている。
片刃鋸は一般的に横挽き鋸であり、片刃の縦挽き鋸は種類が少ない。両刃鋸は1本の鋸の両端に横挽きと縦挽きの刃をつけた鋸である。
材料を切り進むと材料の切断面と鋸板との接触面が大きくなり抵抗が増すが、この抵抗を軽減するため、鋸の歯を一枚ごとに左右に振り分けた構造を「あさり」または「あせり」という。ただしあさりのない鋸もある。
鋸は使用するに従って刃先が磨耗し、鋸の刃元が切断目と接触し、やがて切れ止む。再び切るにはやすりによって目を研磨し直す必要があり、これを「目立て」という。その際にあさりを調整したり、無理な使用や目立てによって生じた歪を直すことが多い。

### 柄
柄は真っすぐに付いているもの（直柄）と斜めに付いているものがある。柄にはヒノキやキリが使用されることが多いが、両刃鋸ではブナやサクラを使用することも多い。柄に藤巻を巻いているものもある。

## 歴史

### 西洋
鋸が出現するまで、木の切断には縦方向には楔（くさび）、横方向には斧を用いた。紀元前15世紀頃になって古代エジプトで銅製の引き挽きの鋸が使用されるようになった。
古代ローマになって刃は鉄製で堅くなり、個々の歯を左右に交互に突き出させる（あさり）ようになり刃の動きがスムーズになった。堅い胴付鋸も古代ローマで発明された。大鋸（枠鋸。現在の弓鋸）は、金属製の細い刃を木枠に取り付け紐でぴんと張るもので、19世紀に入ってからも長い間最もよくつかわれた鋸である。17世紀半ばにオランダとイギリスで、幅広の歯で木製のピストル型をした柄の鋸が使われ始める。これは現在の一般的な鋸である。1874年にフィラデルフィアのヘンリー・ディストンが「背が斜めになった刃」を発明している。
ヨーロッパの製材所では14世紀に水車の水力で駆動する鋸が現れている。水力製材所は15世紀には普及し、板や角材の大量生産によって木造建築に革新をもたらした。一方、林業において、木の伐採道具として鋸が普及したのは19世紀以降である。斧から鋸への転換が進まなかった理由として、伐採夫の慣習や心理的抵抗の他に、屈んだ姿勢で鋸を引く身体的苦痛が挙げられる。この問題は19世紀に曲線形の刃先をもつ鋸が発明されたことで解消された。また、鋸自体の値段や維持コストの高さも普及の妨げとなった。鋸の値段は斧の約6倍であり、使用者が自力で手入れできる斧に対し鋸は目立て職人が研ぐ必要があった。鋸引きによる伐採は2人1組で作業する必要があることから、鋸は林業が個人による伐採から賃金労働の事業へと転換する過程で、事業主から供与される形で普及することになった。

### 日本

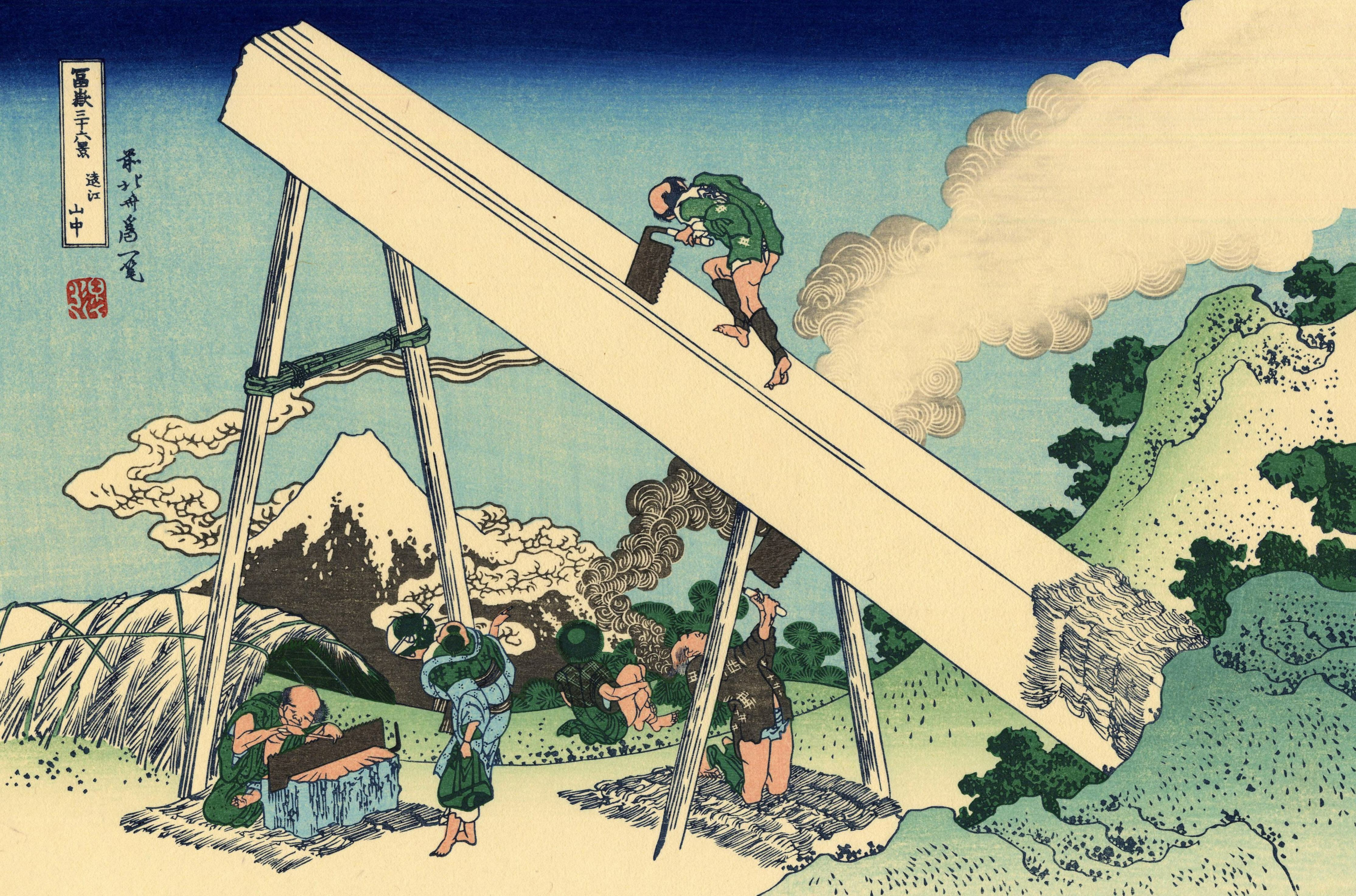
「富嶽三十六景・遠江山中」に描かれた、前挽き鋸による製材風景

古墳時代の出土品（木葉型の鋸）が、日本における鋸の初見である。この鋸の刃は金切り鋸の刃のように細く、長さも10センチ程度。おそらくは金属やシカの角など、特定の硬いものの加工用に用いられていたと考えられている。しかし、鋸の製作には精密な技術と多大な労力が必要なため、古代から中世の社会では鋸はほとんど普及せず、斧、ちょうな、槍鉋で樹木の伐採から製材までをこなしていた。斧で樹木を伐採して手ごろな大きさに断ち切り、楔で引き割って大まかな形を取り、ちょうなや槍鉋で表面を仕上げる。このような状況ゆえに、杉や檜のように木目が通って引き割りやすい針葉樹が日本では建造材として好まれるようになった。
鎌倉時代に、丸太や木材を横に切断できる横挽き鋸が普及し、建築現場で使用されるようになった。その様子は石山寺縁起絵巻などの絵巻物に見ることができる。しかしこの種類の鋸では木材を縦に挽き割ることができず、角材や板を作り出すには、弥生時代さながらに丸太に楔を打ち込んで引き裂くよりほかに無い。そのため、良材を原料にしなければ作りえない板は、大変に高価なものだった。しかし室町時代に、大陸や朝鮮半島から二人挽きの大型縦挽き鋸「大鋸」（おが）が伝来。以降は節の多い粗悪な材や繊維の入り組んだ広葉樹でも挽いて加工が可能になり、折しもすぐに戦国時代に突入したため、貴族や豪族、職人などの地方への疎開と、戦乱の多発による旺盛な建設需要という特需に支えられ、縦挽き鋸の技術は全国に普及した。
安価に手に入れられるようになった板や角材は庶民にも普及した。
江戸時代にはさらに進歩し、製材用の鋸「前挽き」や細工用の鋸など各用途に適した鋸が分化し、木工技術は大いに繁栄することとなる。同時代の日本の鋸の品質が世界的に見てどの程度であったかは国際交流が限られた情勢下であったため、客観的な評価は難しい。ただし、個人の主観的な感想、しかも一地方でのみの見聞となるが、ロシア人のヴァシーリー・ゴロヴニーンが1811年より約2年3か月の間、松前に抑留された事件、いわゆるゴローニン事件での記録を著した「日本幽囚記」において日本の鋼製品一般を高く評価したうえで「日本の鋸は非常に良くて、どんな硬い木からも非常に薄い板をひける」と取り上げて評価しており、高いレベルにあったものと推察できる。
一方、鋸が普及した後でも、樵は斧のみで大木を伐採していた。鋸での伐採作業は木が倒れる際に裂けることがあり、事故や木材の価値低下につながりかねない。また、大きな音が響く斧での伐採作業と異なり、鋸での伐採作業では音がしないため、盗伐を容易にしてしまう。為政者は山林管理の目的で、斧の使用を奨励していたのである。
明治時代以降は伐採作業にも鋸の使用が広まった。まず木を倒す側に斧で「受け口」を切り込み、反対側の少し上から伐採専用の手引き鋸「窓鋸」や「天王寺鋸」で切り込む。最後に鋸で切り込んだ口に楔を打ち込んで倒す。西洋文明の大々的な伝来で、製材の現場でも水車などの動力で動く鋸が導入され、製材技術の発展はより加速することとなる。

## 製造

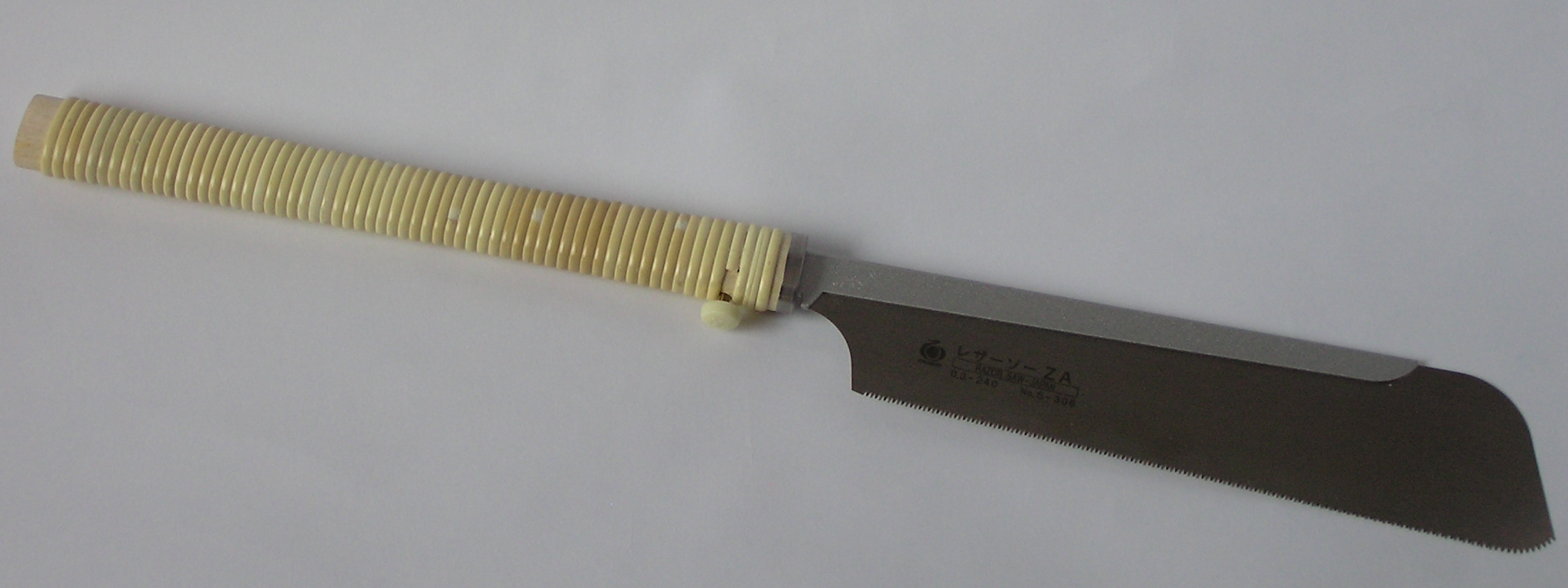
のこぎりの一例。画像は片刃タイプの替刃式鋸（レザーソー工業製品）

鍛造鋸（両刃鍛造鋸）の場合、裁断型に合わせて板材を裁断し、鋸板材と首材を鍛接する首接ぎを行う。グラインダー整形の後、炉内で加熱して槌で叩き（火造り）、その後荒研磨を行う。焼き入れ、焼き戻しをした後、刻みを入れる目立て、摺り回し、歯振り打ち、仕上げ目立てを行い、最後に柄を付ける。
プレス鋸の場合、コイル状の材料の片面を研磨してヒガキ目立てを行い裁断する。上目目立て、歯振開け、刃先目摺り、背落としなどを行った後、衝撃焼入れを行い、最後に柄を付ける。

## 種類

### 用途による分類
- 木工用
  - 木工具の鋸は伐木用鋸、枝払い鋸、製材用鋸、木取り用鋸、造作用鋸、その他の鋸に分類される[9]。
  - 木工具のその他の鋸には、レーザーソー、釘引き鋸、竹挽き鋸、炭切り鋸などがある[10]。
- 金工用（金鋸）
- プラスチック鋸
- 氷鋸

### 形状による分類

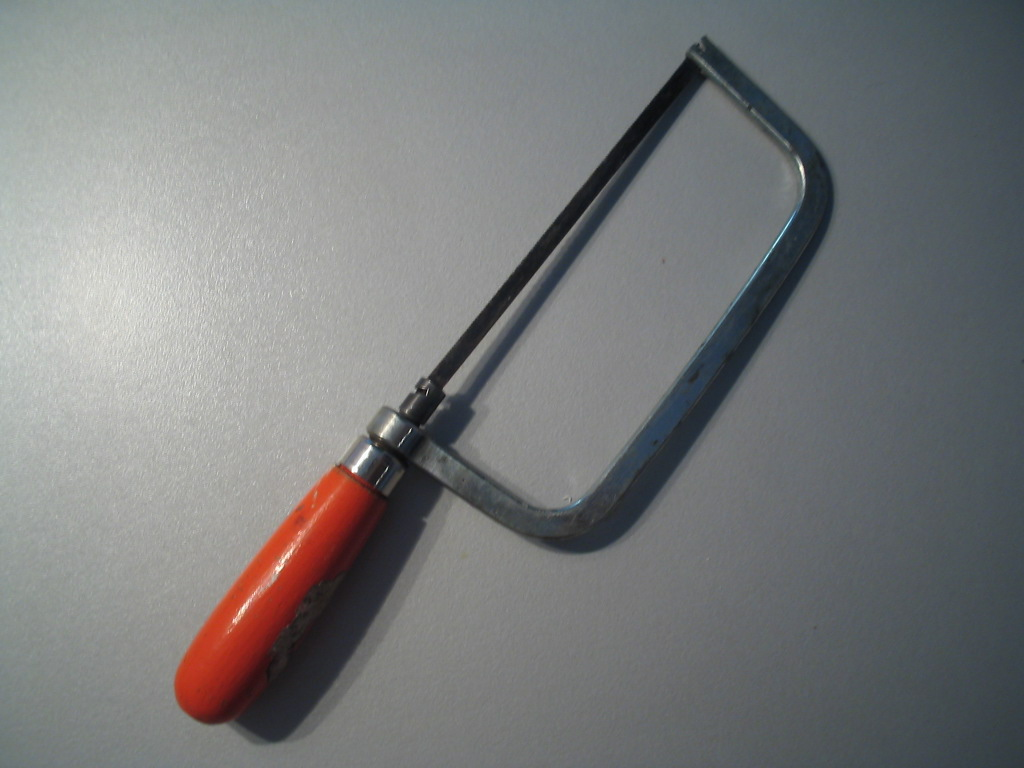
弓鋸

- 糸鋸
- 弓鋸（英語版）

## 動力鋸

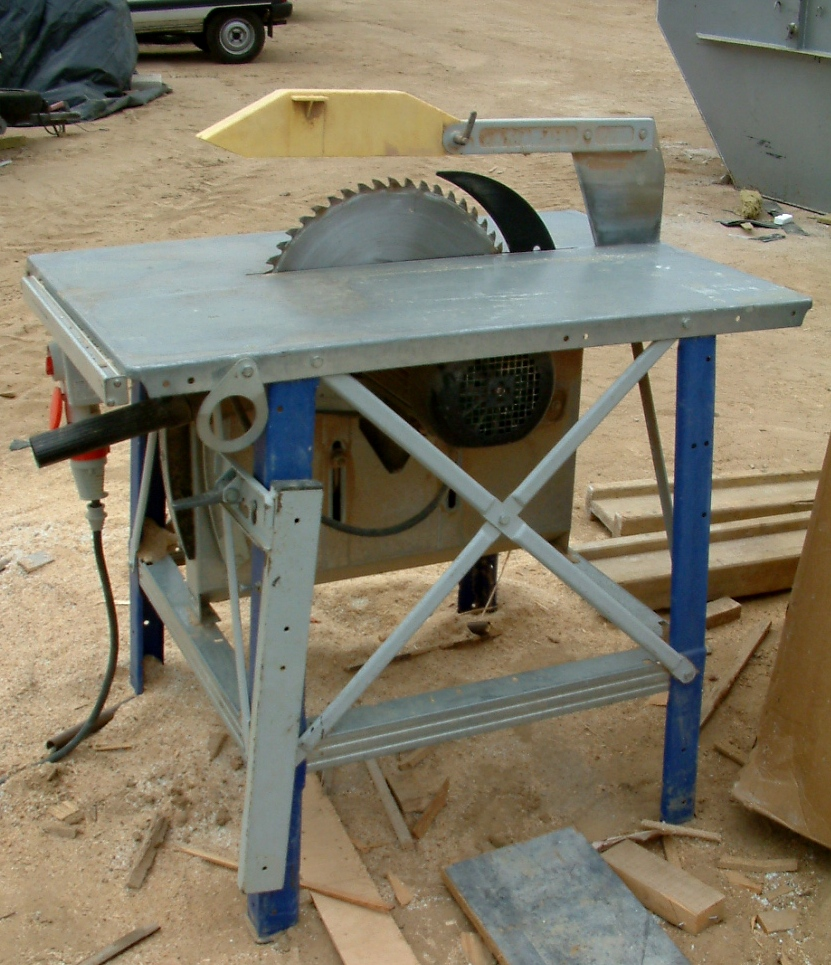
電動丸ノコ（テーブルソー）

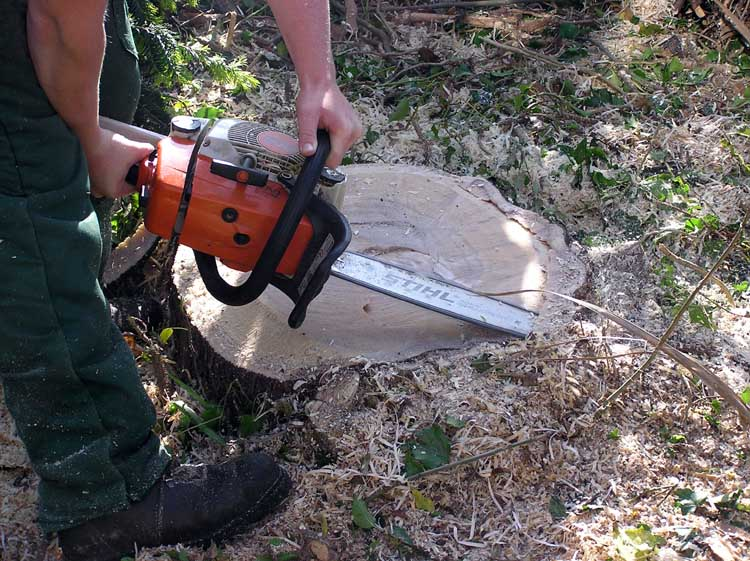
チェーンソー

作業の高速化のため、電気モーターやエンジンによって作動するのこぎりが普及している。

### 電動のこぎり
電動のこぎりと呼ばれる工具には色々な種類の物がある。
電気丸のこ
円形の刃を高速回転させ、板を直線形に切断する。以下のような変形がある。
- テーブルソー - 写真のように、固定したテーブルの下から上に向かって刃が出ている。主に角材の長手方向や板の切断に使う。
- スキルソー - 手持ちのモーター部分から刃が下に向かって出ている。主にテーブルソーには大き過ぎる板や建築現場などで角材の短手方向などの切断に使う。ダイヤモンドの刃を付けてガイドに沿ってタイルや石のカウンタートップを切断したり、大まかな仕上がりでよければ、マイターソーのように上から刃を降ろしてタイルに八角形程度の配管用の穴を開けたりコンクリートの床面に窪みを掘ることもでき、手ごろな大きさの割に守備範囲が広い。
- マイターソー - 角材を置くガイド付テーブル部分に向かってばね付アームに付いた刃を上から降ろして、角材を精密に切断する。テーブル部分と刃の角度が調節でき、切断面の角度を直角以外にも精密に決められる。幅のある角材切断用にアームがスライドするものもある。同一目的の西洋式の手動鋸の刃が薄く背の部分に補強があるものもマイターソーと呼ぶ。
- タイルソー - マイターソーに似た配置だがアームから降りる刃は常にテーブルの溝に入り込むよう固定され、陶器や石のタイルを推し進めながら切断する。ダイヤモンドの刃で水をかけて冷やしながら切断するので、水受けバットとポンプも一体になっている。

ジグソー
細身の刃を上下運動させ、板を曲線形に切断する。例えばカウンタートップのシンク穴の切り取りなどで使う。
レシプロソー・セーバーソー
全体としてジグソーを長細く配置し大きめの刃を付けたた形状で、主に板塀や木杭などの屋外工事などで使う。「レシプロ（カル）」は「往復運動」、「セーバー」は「サーベル」のこと。
糸鋸盤
比較的小さめの金属のテーブルの穴に上下に往復運動する細い刃をフォーク（叉）にセットし、板や棒の方を手動でずらして細かい切断や造形をする。
チェーンソー
チェーンをプレートの外側に這わせ周回させて木材を切断する。主に庭園や山林などの屋外で使うので、ガソリンエンジン動力の製品も多い。

### エンジンカッター

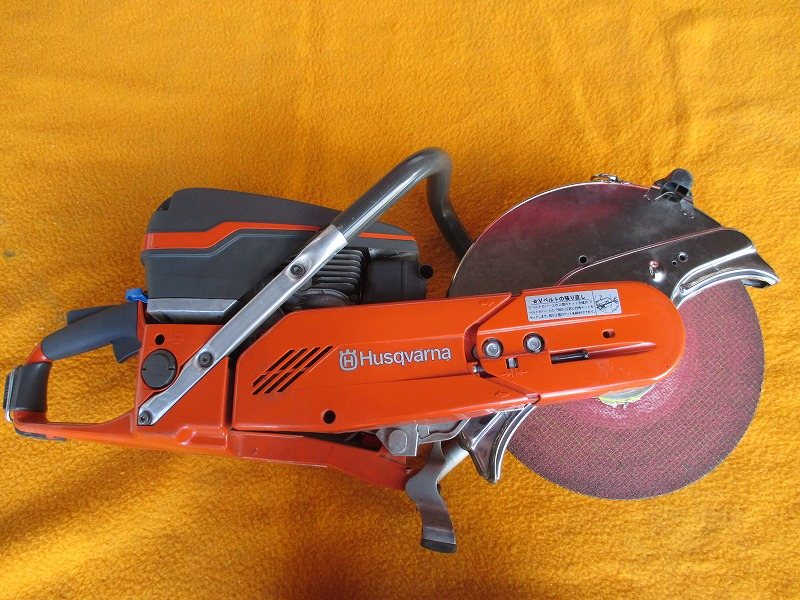
エンジンカッター

円形の刃を高速回転させ、コンクリートや石材、金属や鋼材などを切断する。刃を回転させる部分にエンジンを搭載しており、混合燃料を使用する製品が主流となっている。

### 帯鋸（バンドソー）
帯状の刃を輪のように繋げ、上下のプーリーで周回させる。使用する際は陸上のトラックのような形となり、直線の部分で切削を行う。
- 長所
  - 刃の長さを長くすることで大きな材料の切断も可能なことから、丸太など大きな材料の切断が可能。
  - 丸鋸と比較して材料と刃が接触する面積が小さく、切削抵抗が小さい。
  - 丸鋸のような円弧状の切削ではなく直線状で、また切削箇所の進行状況が見やすい。
- 短所
  - 切断には2つのプーリーが必要なため、ある程度のサイズが必要。
  - 摩耗などで切削抵抗が大きくなった場合に刃を輪にする際の接合面などから折れてしまいやすい。

## 楽器としての鋸
ミュージックソーあるいはミュージカルソー（Musical saw）と呼ばれる西洋鋸は、工作物の切断用ではなく楽器として利用される。演奏方法は、椅子に座って取っ手の部分を太腿で押さえ、金属板の部分をS字型に曲げてバチで叩いて音を出すか、弦楽器用の弓で弾く。前者の奏法を用いる演奏家として、横山ホットブラザーズのアキラが知られる。後者の奏法を用いる演奏家として、都家歌六、サキタハヂメ、稲山訓央などがいる。

## 慣用句
絶え間なく続く様子を表す引っ切り無しは、木材などを切るために鋸を引くことの切れ目がないことから生じた言葉である。